# 谷真潮
谷 真潮（たに ましお、1727年（享保12年）/1729年（享保14年）- 1797年12月5日（寛政9年10月18日））は、江戸時代中期の国学者である。幼名は挙準、字は丹内等がある。号は北渓。

## 経歴・人物
土佐藩士の谷秦山の孫、谷垣守の長男（秦山の子）として生まれる。若くして稲垣長諷の門人となり和歌を学ぶ。後に江戸に入り賀茂真淵から和歌や国学を学び、祖父から続く3代神道の学派から、真淵の影響を受けて独自の学説を開いた。
谷家の家学を土佐藩の藩学にまで高め、天明の頃に藩の改革に関与し、藩主だった山内豊雍から大目付の役職に採用された。後に郡奉行や普請奉行も歴任し、辞職後は土佐藩の学問の興隆に貢献した。

## 主な著作物
- 『神道本論』
- 『北渓集』- 漢文集。